# Tour d'Italie 1932
La 20e édition du Tour d'Italie s'est élancée de Milan le 14 mai 1932 et est arrivée à Milan le 5 juin. L'Italien Antonio Pesenti s'y est imposé.

## Équipes participantes
| N. | Code | Équipe            |
| -- | ---- | ----------------- |
|    | ATA  | Atala             |
|    | BIA  | Bianchi-Pirelli   |
|    | COL  | Colin-Wolber      |
|    | FRA  | France Sport      |
|    | GAN  | Ganna-Dunlop      |
|    | GLO  | Gloria-Hutchinson |

| N. | Code | Équipe            |
| -- | ---- | ----------------- |
|    | LEG  | Legnano           |
|    | MAI  | Maino-Clément     |
|    | OLY  | Olympia           |
|    | WOL  | Wolsit-Hutchinson |
|    | IND  | Individuel        |

## Classement général
| Classement général final |                   |
| --- | ----------------- |
| \| 1. Antonio Pesenti \| 105 h 50 min 53 s \| \| 2. Jef Demuysere \| à 11 min 09 s \| \| 3. Remo Bertoni \| à 12 min 27 s \| \| 4. Learco Guerra \| à 16 min 34 s \| \| 5. Kurt Stöpel \| à 17 min 21 s \| \| 6. Michele Mara \| à 17 min 48 s \| \| 7. Alfredo Binda \| à 19 min 27 s \| \| 8. Luigi Barral \| à 25 min 01 s \| \| 9. Felice Gremo \| à 27 min 24 s \| \| 10. Renato Scorticati \| à 37 min 56 s \| \| 109 partants, 66 arrivés \| \| |                   |
| 1. Antonio Pesenti | 105 h 50 min 53 s |
| 2. Jef Demuysere | à 11 min 09 s     |
| 3. Remo Bertoni | à 12 min 27 s     |
| 4. Learco Guerra | à 16 min 34 s     |
| 5. Kurt Stöpel | à 17 min 21 s     |
| 6. Michele Mara | à 17 min 48 s     |
| 7. Alfredo Binda | à 19 min 27 s     |
| 8. Luigi Barral | à 25 min 01 s     |
| 9. Felice Gremo | à 27 min 24 s     |
| 10. Renato Scorticati | à 37 min 56 s     |
| 109 partants, 66 arrivés |                   |

## Étapes
| Étape     | Date     | Villes étapes     | km  | Vainqueur d'étape | Leader du classement général |
| 1re étape | 14 mai   | Milan – Vicenza   | 207 | Learco Guerra     | Learco Guerra                |
| 2e étape  | 15 mai   | Vicenza - Udine   | 183 | Hermann Buse      | Hermann Buse                 |
| 3e étape  | 17 mai   | Udine - Ferrare   | 225 | Fabio Battesini   | Hermann Buse                 |
| 4e étape  | 18 mai   | Ferrare - Rimini  | 215 | Learco Guerra     | Hermann Buse                 |
| 5e étape  | 20 mai   | Rimini - Teramo   | 286 | Raffaele Di Paco  | Hermann Buse                 |
| 6e étape  | 22 mai   | Teramo - Lanciano | 220 | Learco Guerra     | Hermann Buse                 |
| 7e étape  | 24 mai   | Lanciano - Foggia | 280 | Antonio Pesenti   | Antonio Pesenti              |
| 8e étape  | 26 mai   | Foggia - Naples   | 217 | Learco Guerra     | Antonio Pesenti              |
| 9e étape  | 28 mai   | Naples - Rome     | 265 | Learco Guerra     | Antonio Pesenti              |
| 10e étape | 30 mai   | Rome - Florence   | 321 | Ettore Meini      | Antonio Pesenti              |
| 11e étape | 1er juin | Florence - Gênes  | 273 | Remo Bertoni      | Antonio Pesenti              |
| 12e étape | 3 juin   | Gênes - Turin     | 267 | Ettore Meini      | Antonio Pesenti              |
| 13e étape | 5 juin   | Turin - Milan     | 271 | Learco Guerra     | Antonio Pesenti              |

## Sources
- (nl) Cet article est partiellement ou en totalité issu de l’article de Wikipédia en néerlandais intitulé « Ronde van Italië 1932 » (voir la liste des auteurs).